# 亚稀褶黑菇
亚稀褶黑菇又稱亚稀褶红菇、火炭菇、亚黑红菇、毒黑菇、火炭菌，是在中华人民共和国、日本和中華民國发现的一種屬於蕈類担子菌门紅菇屬的真菌。它是一種毒蘑菇，人食用後會引起横纹肌溶解症。

## 外部鏈接
- （英文）Cornell University Mycology Blog:  "A deadly Russula" （页面存档备份，存于）
- （日文）厚生労働省 > 自然毒のリスクプロファイル：ニセクロハツ（Russula subnigricans）　ベニタケ科ベニタケ属 （页面存档备份，存于）
- （日文）森林総合研究所九州支所 > 実験林 > 立田山のきのこ > ニセクロハツ （页面存档备份，存于） 形態写真
- （日文）国立科学博物館 筑波実験植物園きのこ図鑑 > ニセクロハツ （页面存档备份，存于） 形態写真

- 維基物種上的相關：亚稀褶黑菇